# Episodi di Aikatsu Stars!

Una delle protagoniste, Yume Nijino, e il logo originale della serie

Lista degli episodi di Aikatsu Stars!, anime di due stagioni trasmesso in Giappone su TV Tokyo; la prima è andata in onda dal 7 aprile 2016 al 30 marzo 2017 e la seconda, col sottotitolo Hoshi no tsubasa (星のツバサ?), dal 6 aprile 2017 al 29 marzo 2018. Un film dedicato alla serie è uscito il 13 agosto 2016.
Le sigle originali sono cantate dal gruppo idol "AIKATSU☆STARS!" e sono per l'apertura Start Line! (スタートライン！?) (ep. 1-25), 1,2,Sing for You! (ep. 26-33), Star Jet! (スタージェット！?) (ep. 34-48, 50), STARDOM! (ep. 51-69, 71-75) e MUSIC of DREAM!!! (ep. 76-100), mentre per la chiusura episode Solo (ep. 1-25), So Beautiful Story (ep. 26-50), Bon Bon Voyage! (ep. 51-75), Mori no hikari no pirouette (森のひかりのピルエット?) (ep. 76-99) e Start Line! (スタートライン！?) (ep. 100).

## Lista episodi

### Prima stagione
Gli episodi sono stati raccolti in nove DVD dal 2 settembre 2016 al 2 agosto 2017 e quattro Blu-ray box dal 4 ottobre 2016 al 4 luglio 2017.
| Nº | Titolo italiano (traduzione letterale) Giapponese 「Kanji」 - Rōmaji                                               | In onda           | In onda |
| Nº | Titolo italiano (traduzione letterale) Giapponese 「Kanji」 - Rōmaji                                               | Giapponese        |         |
| 1  | L'inizio di un sogno 「ゆめのはじまり」 - Yume no hajimari                                                         | 7 aprile 2016     |         |
| 2  | Le due sono rivali! 「ふたりはライバル！」 - Futari wa raibaru!                                                    | 14 aprile 2016    |         |
| 3  | Verso il cielo del mio colore 「私色の空へ」 - Watashi iro no sora e                                               | 21 aprile 2016    |         |
| 4  | Sempre al 100%! 「いつだって１００％！」 - Itsudatte hyaku pāsento!                                                | 28 aprile 2016    |         |
| 5  | My Dress Make! 「マイドレスメイク！」 - Mai Doresu Meiku!                                                          | 5 maggio 2016     |         |
| 6  | ROCK! Rock Girls! 「ＲＯＣＫ！ロックガールズ！」 - ROCK! Rokku Gāruzu!                                             | 12 maggio 2016    |         |
| 7  | Semplice è migliore! 「シンプル イズ ザ ベスト！」 - Shinpuru izu za besuto!                                       | 19 maggio 2016    |         |
| 8  | Un piccolo bagliore 「小さな輝き」 - Chiisa na kagayaki                                                            | 26 maggio 2016    |         |
| 9  | Miracle Girls☆ 「ミラクルガールズ☆」 - Mirakuru Gāruzu☆                                                            | 2 giugno 2016     |         |
| 10 | La linea di partenza di Yume! 「ゆめのスタートライン！」 - Yume no sutāto rain!                                    | 9 giugno 2016     |         |
| 11 | A stretto contatto! La giornata di Hime Shiratori 「密着！白鳥ひめの一日」 - Mitchaku! Shiratori Hime no ichinichi | 16 giugno 2016    |         |
| 12 | Svolazzante Girlfriend♪ 「はばたくガールフレンド♪」 - Habataku Gārufurendo♪                                        | 23 giugno 2016    |         |
| 13 | Little Fairy Story 「リトルフェアリー物語」 - Ritoru Fearī monogatari                                              | 30 giugno 2016    |         |
| 14 | Il duello di Mahiru! 「真昼の決闘！」 - Mahiru no kettō!                                                           | 7 luglio 2016     |         |
| 15 | Luna e Sole 「月と太陽」 - Tsuki to Taiyō                                                                          | 21 luglio 2016    |         |
| 16 | Miracle☆Baton Touch 「ミラクル☆バトンタッチ」 - Mirakuru☆Baton Tatchi                                              | 28 luglio 2016    |         |
| 17 | Lo switch serio! 「本気のスイッチ！」 - Honki no suitchi!                                                          | 4 agosto 2016     |         |
| 18 | Insieme a Yuri 「ゆりちゃんと一緒」 - Yuri-chan to issho                                                           | 11 agosto 2016    |         |
| 19 | Top dancer di mezza estate☆ 「真夏のトップダンサー☆」 - Manatsu no toppu dansā☆                                    | 18 agosto 2016    |         |
| 20 | Passione e orgoglio! 「情熱とプライド！」 - Jōnetsu to puraido!                                                    | 25 agosto 2016    |         |
| 21 | Il desiderio di vincere 「勝ちたいキモチ」 - Kachitai kimochi                                                      | 1º settembre 2016 |         |
| 22 | Seguendo la strada verso gli ideali 「憧れへ続く道」 - Akogare e tsuzuku michi                                     | 8 settembre 2016  |         |
| 23 | La diva della Tundra, si avvicina! 「ツンドラの歌姫、降臨！」 - Tsundora no utahime, kōrin!                        | 15 settembre 2016 |         |
| 24 | Il sorriso è di sette colori☆ 「笑顔はなないろ☆」 - Egao wa nanairo☆                                               | 22 settembre 2016 |         |
| 25 | Broadway☆Dream 「ブロードウェ☆イドリーム」 - Burōdowei☆Dorīmu                                                      | 29 settembre 2016 |         |
| 26 | Un sogno che non può essere rubato 「奪えない夢」 - Ubaenai yume                                                   | 6 ottobre 2016    |         |
| 27 | La storia di un piccolo vestito 「小さなのドレスの物語」 - Chiisana no doresu no monogatari                        | 13 ottobre 2016   |         |
| 28 | Halloween★Magic 「ハロウィン★マジック」 - Harowin★Majikku                                                          | 20 ottobre 2016   |         |
| 29 | Rivali vere 「本当のライバル」 - Hontō no raibaru                                                                  | 27 ottobre 2016   |         |
| 30 | Rainbow Candy 「七色のキャンディ」 - Nanairo no Kyandi                                                             | 3 novembre 2016   |         |
| 31 | Vola, SKY-GIRL! 「はばたけ、ＳＫＹ-ＧＩＲＬ！」 - Habatake, SKY-GIRL!                                              | 10 novembre 2016  |         |
| 32 | Avanza! Yuzukoshō! 「進め！ゆずこしょう！」 - Susume! Yuzukoshō!                                                   | 17 novembre 2016  |         |
| 33 | Rola smarrita!? 「迷子のローラ！？」 - Maigo no Rōra!?                                                             | 24 novembre 2016  |         |
| 34 | Girl Lesson alla moda 「おしゃれガールレッスン」 - Oshare Gāru Ressun                                              | 1º dicembre 2016  |         |
| 35 | Le stelle selezionate 「選ばれし星たち」 - Erabareshi hoshi-tachi                                                  | 8 dicembre 2016   |         |
| 36 | Oltre l'arcobaleno 「虹の向こうへ」 - Niji no mukō e                                                               | 15 dicembre 2016  |         |
| 37 | Emozionante! Christmas 「トキメキ！クリスマス」 - Tokimeki! Kurisumasu                                             | 22 dicembre 2016  |         |
| 38 | Aikatsu New Year! 「アイカツニューイヤー！」 - Aikatsu Nyū Iyā!                                                    | 5 gennaio 2017    |         |
| 39 | Accademia Yottsuboshi, situazione critica!? 「四ツ星学園、危機一髪！？」 - Yottsuboshi Gakuen, kiki ippatsu!?      | 12 gennaio 2017   |         |
| 40 | Inseguite Princess Dia!! 「プリンセスダイヤを追え！！」 - Purinsesu Daiya wo oe!!                                  | 19 gennaio 2017   |         |
| 41 | Brucia! Hoshitori Fest! 「燃えろ！星取りフェス！」 - Moero! Hoshitori Fesu!                                        | 26 gennaio 2017   |         |
| 42 | I due amici d'infanzia 「幼なじみのふたり」 - Osananajimi no futari                                                | 2 febbraio 2017   |         |
| 43 | Metti i sentimenti in una canzone al cioccolato☆ 「チョコっと歌にこめる想い☆」 - Chokotto uta ni komeru omoi☆      | 9 febbraio 2017   |         |
| 44 | Premonizione di primavera♪ 「春の予感♪」 - Haru no yokan♪                                                          | 16 febbraio 2017  |         |
| 45 | Ako, a capofitto! 「あこ、まっしぐら！」 - Ako, masshigura!                                                        | 23 febbraio 2017  |         |
| 46 | La battaglia decisionale delle S4 di fuoco! 「炎のＳ４決定戦！」 - Honō no S4 ketteisen!                           | 2 marzo 2017      |         |
| 47 | Le sorelle Kasumi, scontro! 「香澄姉妹、対決！」 - Kasumi shimai, taiketsu!                                        | 9 marzo 2017      |         |
| 48 | La canzone soltanto mia 「わたしだけの歌」 - Watashi dake no uta                                                   | 16 marzo 2017     |         |
| 49 | Divento la stella migliore! 「一番星になれ！」 - Ichiban boshi ni nare!                                            | 23 marzo 2017     |         |
| 50 | Il LIVE più forte☆ 「最強のＬＩＶＥ☆」 - Saikyō no LIVE☆                                                           | 30 marzo 2017     |         |

### Seconda stagione
Gli episodi sono stati raccolti in nove DVD dal 2 settembre 2017 al 2 agosto 2018 e quattro Blu-ray box dal 3 ottobre 2017 al 3 luglio 2018.
| Nº  | Titolo italiano (traduzione letterale) Giapponese 「Kanji」 - Rōmaji                                                                     | In onda           | In onda |
| Nº  | Titolo italiano (traduzione letterale) Giapponese 「Kanji」 - Rōmaji                                                                     | Giapponese        |         |
| 51  | Perfect Idol: Elza 「パーフェクトアイドル エルザ」 - Pāfekuto Aidoru Eruza                                                               | 6 aprile 2017     |         |
| 52  | L'idol presa di mira!? 「狙われたアイドル！？」 - Nerawareta aidoru!?                                                                    | 13 aprile 2017    |         |
| 53  | Apriti sesamo! Ottieni le ali delle stelle! 「オープンセサミ！星のツバサを手に入れろ！」 - Ōpun Sesami! Hoshi no tsubasa wo te ni irero! | 20 aprile 2017    |         |
| 54  | Kirara☆ Fuwafuwa~ idol 「きらら☆フワフワ～なアイドル」 - Kirara☆Fuwafuwa~na aidoru                                                       | 27 aprile 2017    |         |
| 55  | Tutti a bordo☆Venus Ark! 「行っちゃお☆ヴィーナスアーク！」 - Itchao☆Vīnasu Āku!                                                          | 4 maggio 2017     |         |
| 56  | Kya! e avvertimenti☆ 「キャッ！と注意報☆」 - Kya! to chūihō☆                                                                             | 11 maggio 2017    |         |
| 57  | Scintillante☆giornata per una passeggiata 「キラキラ☆お散歩びより」 - Kirakira☆Osanpo biyori                                             | 18 maggio 2017    |         |
| 58  | Miracle Audition!! 「ミラクルオーディション！！」 - Mirakuru Ōdishon!!                                                                   | 25 maggio 2017    |         |
| 59  | Brilla anche per te 「あなたにも輝きを」 - Anata ni mo kagayaki wo                                                                       | 1º giugno 2017    |         |
| 60  | A stretto contatto! Il mondo di Elza Forte 「密着！エルザフォルテの世界」 - Mitchaku! Eruza Forute no sekai                              | 8 giugno 2017     |         |
| 61  | Sentimenti d'amore! 「好き！って気持ち」 - Suki! tte kimochi                                                                             | 15 giugno 2017    |         |
| 62  | Con un Going My Way♪ 「ゴーイング・マイウェイで♪」 - Gōingu Mai Wei de♪                                                                  | 22 giugno 2017    |         |
| 63  | Il vento caldo che soffia dalla Tundra 「ツンドラから吹く熱い風」 - Tsundora kara fuku atsui kaze                                        | 29 giugno 2017    |         |
| 64  | Un desiderio alle stelle 「星に願いを」 - Hoshi ni negai wo                                                                              | 6 luglio 2017     |         |
| 65  | Salta su♪ Venus Wave 「乗ってこ♪ヴィーナスウェーブ」 - Notte ko♪ Vīnasu Wēbu                                                             | 20 luglio 2017    |         |
| 66  | Invia un incoraggiamento 「エールを送ろう」 - Ēru wo okurou                                                                              | 27 luglio 2017    |         |
| 67  | Estate! Piscina! Caccia al tesoro! 「夏だ！プールだ！宝探しだゾ！」 - Natsu da! Pūru da! Takarasagashi dazo!                             | 3 agosto 2017     |         |
| 68  | Le spaventose~ dicerie della Venus Ark! 「ヴィーナスアークのこわ～いウワサ！」 - Vīnasu Āku no kowa~i uwasa!                             | 10 agosto 2017    |         |
| 69  | Diffondetevi, "WA" di Aikatsu! 「広げよう、アイカツの「ＷＡ」！」 - Hirogeyou, Aikatsu no "WA"!                                          | 17 agosto 2017    |         |
| 70  | Attività da giungla! 「ジャングルカツドウ！」 - Janguru katsudō!                                                                         | 24 agosto 2017    |         |
| 71  | Addio, Koharu!? 「さよなら、小春ちゃん！？」 - Sayonara, Koharu-chan!?                                                                   | 31 agosto 2017    |         |
| 72  | Le due stelle migliori☆ 「二人の一番星☆」 - Futari no ichiban boshi☆                                                                     | 7 settembre 2017  |         |
| 73  | L'abito dell'arcobaleno 「虹のドレス」 - Niji no doresu                                                                                  | 14 settembre 2017 |         |
| 74  | Soffici☆Friends 「ふわもこ☆レンズ」 - Fuwamoko☆Furenzu                                                                                   | 21 settembre 2017 |         |
| 75  | Il giorno di riposo di casa Kasumi 「香澄家の休日」 - Kasumi-ke no kyūjitsu                                                              | 28 settembre 2017 |         |
| 76  | La fata idol: Futaba Aria♪ 「妖精アイドル 双葉アリア♪」 - Yōsei aidoru Futaba Aria♪                                                      | 5 ottobre 2017    |         |
| 77  | Attraverso il linguaggio dei fiori♪ 「花言葉にのせて♪」 - Hana kotoba ni nosete♪                                                         | 12 ottobre 2017   |         |
| 78  | Benvenuta: Perfect Mother! 「ようこそ パーフェクトマザー！」 - Yōkoso Pāfekuto Mazā!                                                     | 19 ottobre 2017   |         |
| 79  | Halloween: Surprise☆ 「ハロウィン サプライズ☆」 - Harouin Sapuraisu☆                                                                     | 26 ottobre 2017   |         |
| 80  | Il giuramento di Rei Kizaki! 「騎咲レイの誓う！」 - Kizaki Rei no chikau!                                                                | 2 novembre 2017   |         |
| 81  | Cercando una bella S 「ステキなＳを探して」 - Sutekina S wo sagashite                                                                    | 9 novembre 2017   |         |
| 82  | Aikatsu in amore♪ 「恋するアイカツ♪」 - Koisuru Aikatsu♪                                                                                 | 16 novembre 2017  |         |
| 83  | Lily e il principe 「リリィと王子様」 - Riryi to ōji-sama                                                                                | 23 novembre 2017  |         |
| 84  | Sognare insieme 「夢は一緒に」 - Yume wa issho ni                                                                                        | 30 novembre 2017  |         |
| 85  | Consegnando lo splendore 「輝きを渡そう」 - Kagayaki wo watasou                                                                          | 7 dicembre 2017   |         |
| 86  | Soltanto il numero di lacrime 「涙の数だけ」 - Namida no kazu dake                                                                       | 14 dicembre 2017  |         |
| 87  | Grazie♪ Buon Natale! 「ありがとう♪メリクリ！」 - Arigatou♪ Merikuri!                                                                     | 21 dicembre 2017  |         |
| 88  | È capodanno ☆ Tutte insieme riunite! 「お正月だゾ☆全員集合！」 - Oshougatsu dazo☆Zen'in shūgō!                                           | 4 gennaio 2018    |         |
| 89  | Il diario delle stelle 「星々のダイアリー」 - Hoshiboshi no daiarī                                                                       | 11 gennaio 2018   |         |
| 90  | Venus: Crisis! 「ヴィーナス クライシス！」 - Vīnasu Kuraishisu!                                                                          | 18 gennaio 2018   |         |
| 91  | Hustle♪ Formazione idol☆ 「ハッスル♪アイドル修行☆」 - Hassuru♪ Aidoru shugyō☆                                                            | 25 gennaio 2018   |         |
| 92  | Il nostro episode solo 「私たちのエピソード ソロ」 - Watashitachi no episōdo soro                                                        | 1º febbraio 2018  |         |
| 93  | La spada di luce 「光の剣」 - Hikari no ken                                                                                              | 8 febbraio 2018   |         |
| 94  | Lo splendore di Mahiru 「真昼の輝き」 - Mahiru no kagayaki                                                                               | 15 febbraio 2018  |         |
| 95  | Il sole solitario 「孤独な太陽」 - Kodoku na taiyō                                                                                       | 22 febbraio 2018  |         |
| 96  | Brillando tutti insieme! 「みんなで輝く！」 - Minna de kagayaku!                                                                         | 1º marzo 2018     |         |
| 97  | Bon Bon Voyage! 「Ｂｏｎ Ｂｏｎ Ｖｏｙａｇｅ！」                                                                                         | 8 marzo 2018      |         |
| 98  | Yuzu 'n Lily☆ 「ゆずっとリリィ☆」 - Yuzu tto Riryi☆                                                                                      | 15 marzo 2018     |         |
| 99  | Le cose che le due hanno dimenticato 「ふたりの忘れ物」 - Futari no wasuremono                                                           | 22 marzo 2018     |         |
| 100 | Al futuro ancora da vedere☆ 「まだ見ぬ未来へ☆」 - Mada minu mirai e☆                                                                     | 29 marzo 2018     |         |

## Film
| Nº | Titolo italiano (traduzione letterale) Giapponese 「Kanji」 - Rōmaji               | In onda        | In onda |
| Nº | Titolo italiano (traduzione letterale) Giapponese 「Kanji」 - Rōmaji               | Giapponese     |         |
| 1  | Aikatsu Stars! - Il film 「劇場版 アイカツスターズ！」 - Gekijōban Aikatsu Sutāzu! | 13 agosto 2016 |         |